# فضلي
فضلي هي بلدة في مقاطعة كسبي في ولاية قشقداريا في أوزبكستان.